# 入善町
入善町（日语：／ Nyūzen machi */?）為位於日本富山縣東北部的行政區劃。轄區位於黒部川下游右岸，大致為新川平原黑部川與小川之間的平地，以及舟川上游的小部分山區。

## 人口
| 入善町人口分布圖 |                                               |  |
| 入善町與日本全國年齡別人口分布比較圖 （2005年資料） | 入善町的年齡、男女別人口分布圖 （2005年資料） |  |
| ■紫色是入善町 ■綠色是全国 | ■藍色是男性 ■紅色是女性                       |  |
| 入善町人口變化 \| 1970年 \| 27,638人 \| \| \| 1975年 \| 28,542人 \| \| \| 1980年 \| 29,163人 \| \| \| 1985年 \| 29,551人 \| \| \| 1990年 \| 29,625人 \| \| \| 1995年 \| 28,886人 \| \| \| 2000年 \| 28,276人 \| \| \| 2005年 \| 28,005人 \| \| \| 2010年 \| 27,182人 \| \| \| 2015年 \| 25,335人 \| \| \| 2020年 \| 23,839人 \| \| |                                               |  |
| 資料來源：日本總務省統計中心提供之人口普查數據 |                                               |  |
| 1970年 | 27,638人                                      |  |
| 1975年 | 28,542人                                      |  |
| 1980年 | 29,163人                                      |  |
| 1985年 | 29,551人                                      |  |
| 1990年 | 29,625人                                      |  |
| 1995年 | 28,886人                                      |  |
| 2000年 | 28,276人                                      |  |
| 2005年 | 28,005人                                      |  |
| 2010年 | 27,182人                                      |  |
| 2015年 | 25,335人                                      |  |
| 2020年 | 23,839人                                      |  |

## 歷史
本地過去在令制國時代屬於越中國新川郡，在9世紀至10世紀期間，曾有管理莊園的機構設於本地，12世紀時東大寺在此設置了莊園「入善莊」，此後本地先例經歷椎名氏、上杉氏、佐佐成政的統治；16世紀末以後成為前田氏加賀藩的領地，直到19世紀末明治維新實施廢藩置縣後改隸屬金澤縣，在1871年的第一次府縣整併後被劃入新設立的新川縣，不過在1876年的第二次府縣整併中，隨著新川縣被併入由原金澤縣更名而成的石川縣，最後在1883年過去原屬越中國的區域才再次從石川縣中分割出，設立為富山縣。
1889年日本實施町村制，設立了入膳町，最初的入膳町轄區僅包含現在的主要市區區域，而周邊區域在當時還分屬舟見町、野中村、新屋村、小摺戶村、青木村、飯野村、上原村、橫山村、椚山村九個行政區劃，除了位於最東邊的野中村和舟見町外，入膳町與其餘七個行政區劃在1953年合併為第二代的入膳町，野中村雖然在1954年併入朝日町，但是其大部分區域又在1959年改劃入舟見町，同時又與舟見町一同併入入膳町，組成現今的入膳町的轄區範圍。

### 變遷表
| 1889年4月1日 | 1912年 - 1944年 | 1945年 - 1954年            | 1955年 - 1989年            | 1989年 - 現在 | 現在   |
| ------------ | --------------- | -------------------------- | -------------------------- | ------------- | ------ |
| 新屋村       | 新屋村          | 1953年10月1日 合併為入善町 | 1953年10月1日 合併為入善町 | 入善町        | 入善町 |
| 小摺戶村     |                 | 1953年10月1日 合併為入善町 | 1953年10月1日 合併為入善町 | 入善町        | 入善町 |
| 青木村       |                 | 1953年10月1日 合併為入善町 | 1953年10月1日 合併為入善町 | 入善町        | 入善町 |
| 飯野村       |                 | 1953年10月1日 合併為入善町 | 1953年10月1日 合併為入善町 | 入善町        | 入善町 |
| 上原村       |                 | 1953年10月1日 合併為入善町 | 1953年10月1日 合併為入善町 | 入善町        | 入善町 |
| 入善町       |                 | 1953年10月1日 合併為入善町 | 1953年10月1日 合併為入善町 | 入善町        | 入善町 |
| 橫山村       |                 | 1953年10月1日 合併為入善町 | 1953年10月1日 合併為入善町 | 入善町        | 入善町 |
| 椚山村       |                 | 1953年10月1日 合併為入善町 | 1953年10月1日 合併為入善町 | 入善町        | 入善町 |
| 舟見町       | 舟見町          | 舟見町                     | 1959年1月1日 併入入善町    | 入善町        | 入善町 |
| 野中村       | 野中村          | 1954年11月20日 併入朝日町  | 1959年1月1日 併入入善町    | 入善町        | 入善町 |
| 野中村       | 野中村          | 1954年11月20日 併入朝日町  | 朝日町                     |               |        |

## 行政

### 歷任首長
| 屆               | 任               | 姓名             | 上任日期         | 卸任日期         | 備註                             |
| 第二代入膳町町長 | 第二代入膳町町長 | 第二代入膳町町長 | 第二代入膳町町長 | 第二代入膳町町長 | 第二代入膳町町長                 |
| ---------------- | ---------------- | ---------------- | ---------------- | ---------------- | -------------------------------- |
| 1                | 1                | 右井榮次郎       | 1953年10月25日   | 1954年3月13日    | 於任內辭職                       |
| 2                | 2                | 米澤元健         | 1954年4月11日    | 1958年4月10日    |                                  |
| 3                | 3                | 米澤甚吾         | 1958年4月11日    | 1962年4月10日    |                                  |
| 4                | 3                | 米澤甚吾         | 1962年4月11日    | 1966年4月10日    |                                  |
| 5                | 3                | 米澤甚吾         | 1966年4月11日    | 1970年4月10日    |                                  |
| 6                | 4                | 柚木榮吉         | 1970年4月11日    | 1974年4月10日    |                                  |
| 7                | 4                | 柚木榮吉         | 1974年4月11日    | 1978年4月10日    |                                  |
| 8                | 4                | 柚木榮吉         | 1978年4月11日    | 1981年9月1日     | 於任內辭職                       |
| 9                | 5                | 柚木春雄         | 1981年10月18日   | 1985年10月17日   |                                  |
| 10               | 5                | 柚木春雄         | 1985年10月18日   | 1989年10月17日   |                                  |
| 11               | 5                | 柚木春雄         | 1989年10月18日   | 1993年10月17日   |                                  |
| 12               | 5                | 柚木春雄         | 1993年10月18日   | 1997年10月17日   |                                  |
| 13               | 6                | 米澤政明         | 1997年10月18日   | 2001年10月17日   |                                  |
| 14               | 6                | 米澤政明         | 2001年10月18日   | 2002年7月24日    | 因法院判決選舉無效確定而重新選舉 |
| 14               | 6                | 米澤政明         | 2002年9月1日     | 2006年8月31日    |                                  |
| 15               | 6                | 米澤政明         | 2002年9月1日     | 2006年8月31日    |                                  |
| 16               | 6                | 米澤政明         | 2006年9月1日     | 2010年8月31日    |                                  |
| 17               | 7                | 笹島春人         | 2010年9月1日     | 2014年8月31日    |                                  |
| 18               | 7                | 笹島春人         | 2014年9月1日     | 2018年8月31日    |                                  |
| 19               | 7                | 笹島春人         | 2018年9月1日     | 現任             |                                  |
| 參考資料：       |                  |                  |                  |                  |                                  |

## 交通

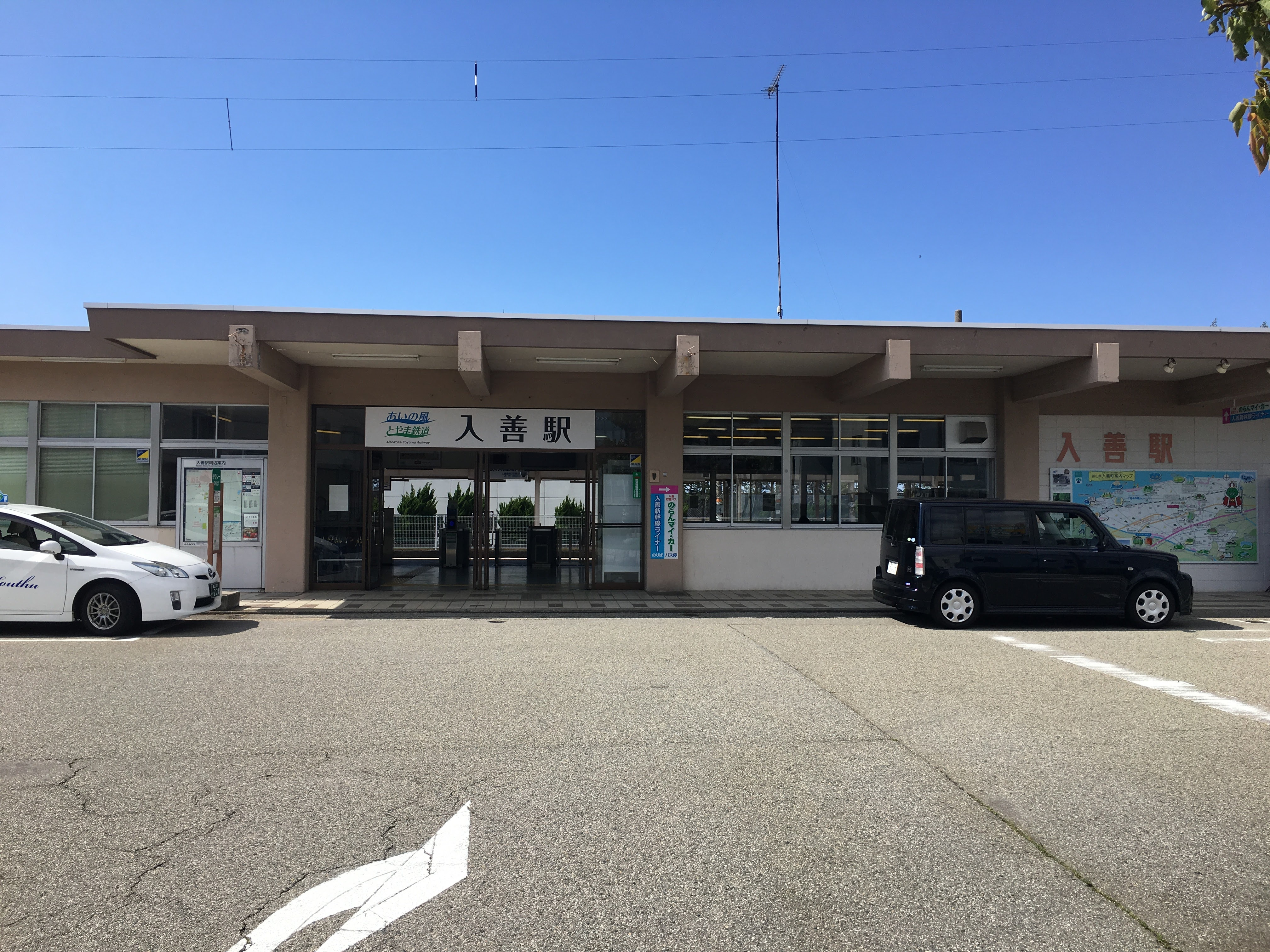
入善車站

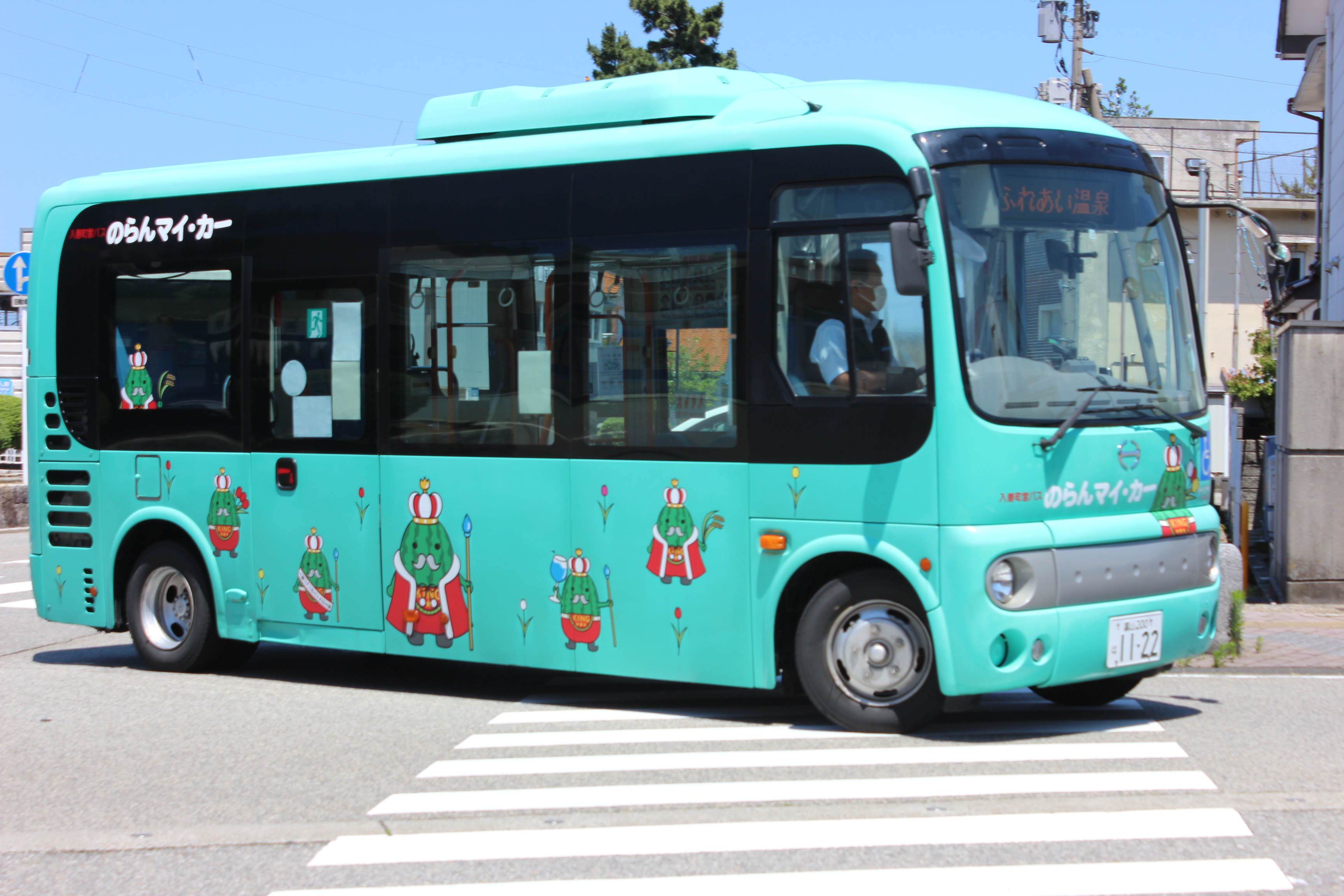
町營的社區巴士「のらんマイ・カー」

鐵路愛之風富山鐵道線以西南-東北方向自主要市區北側通過，自主要車站入善車站搭乘火車約需45分鐘可抵達富山車站，或是搭乘計程車前往位於黑部市約十五分鐘車程外的黑部宇奈月溫泉車站，即可轉乘新幹線前往富山縣以外區域。
高速公路北陸自動車道則是自主要市區南側通過，雖然轄內沒有一般的交流道，但在入善休息區設有限定使用ETC通行的智慧型交流道。
町內的路線客運由町營的社區巴士「のらんマイ・カー」所經營，共有新屋線和舟見線兩條路線，可分別自入善町市區連結至黑部市的宇奈月溫泉地區和町內的舟見地區。

### 鐵路
- 愛之風富山鐵道
  - 愛之風富山鐵道線：（←黑部市） - 西入善車站 - 入善車站 - （朝日町→）

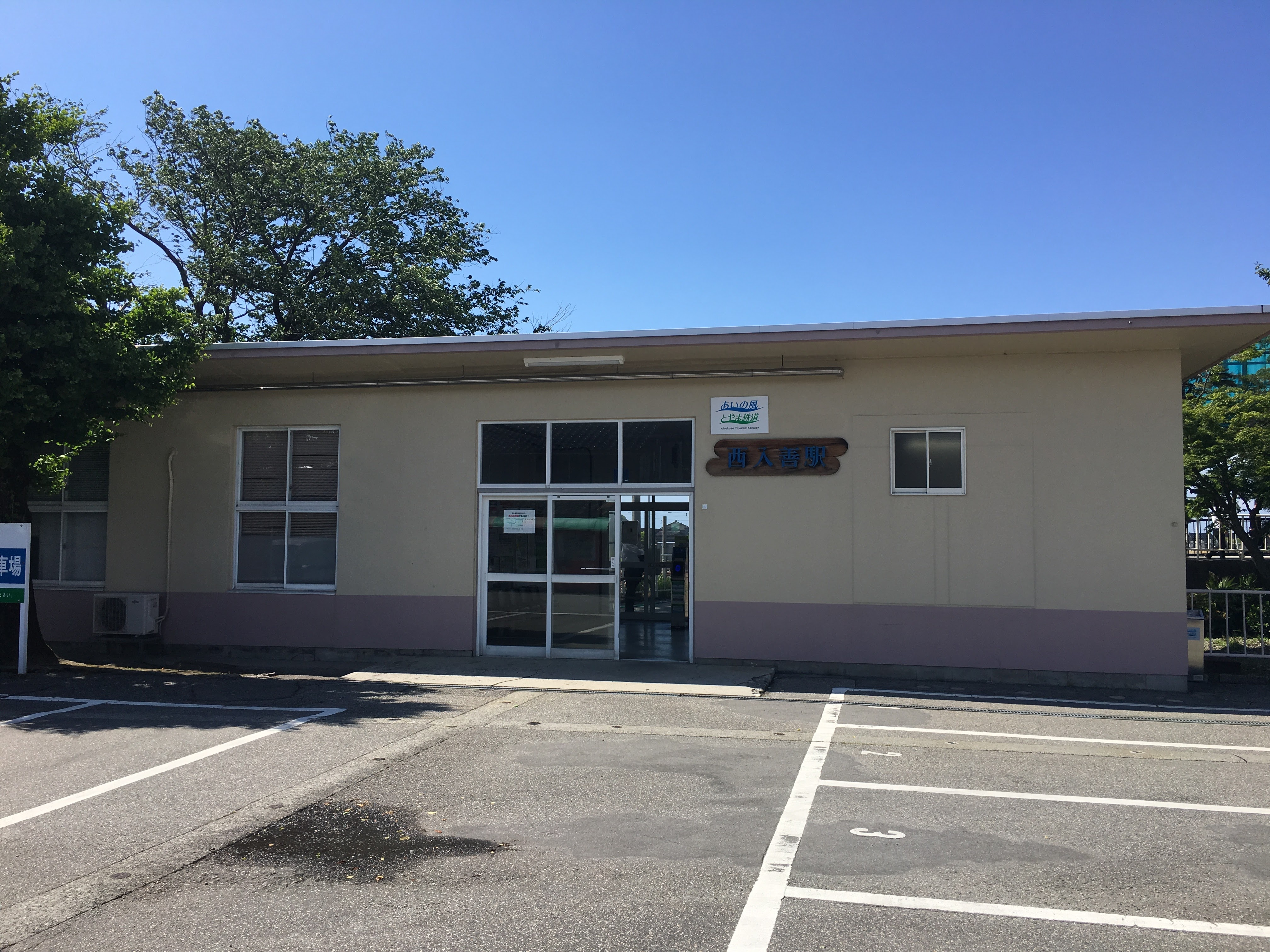
西入善車站

### 公路
高速公路
- 北陸自動車道：（黑部市） - 入善休息區 - （朝日町）

## 觀光資源

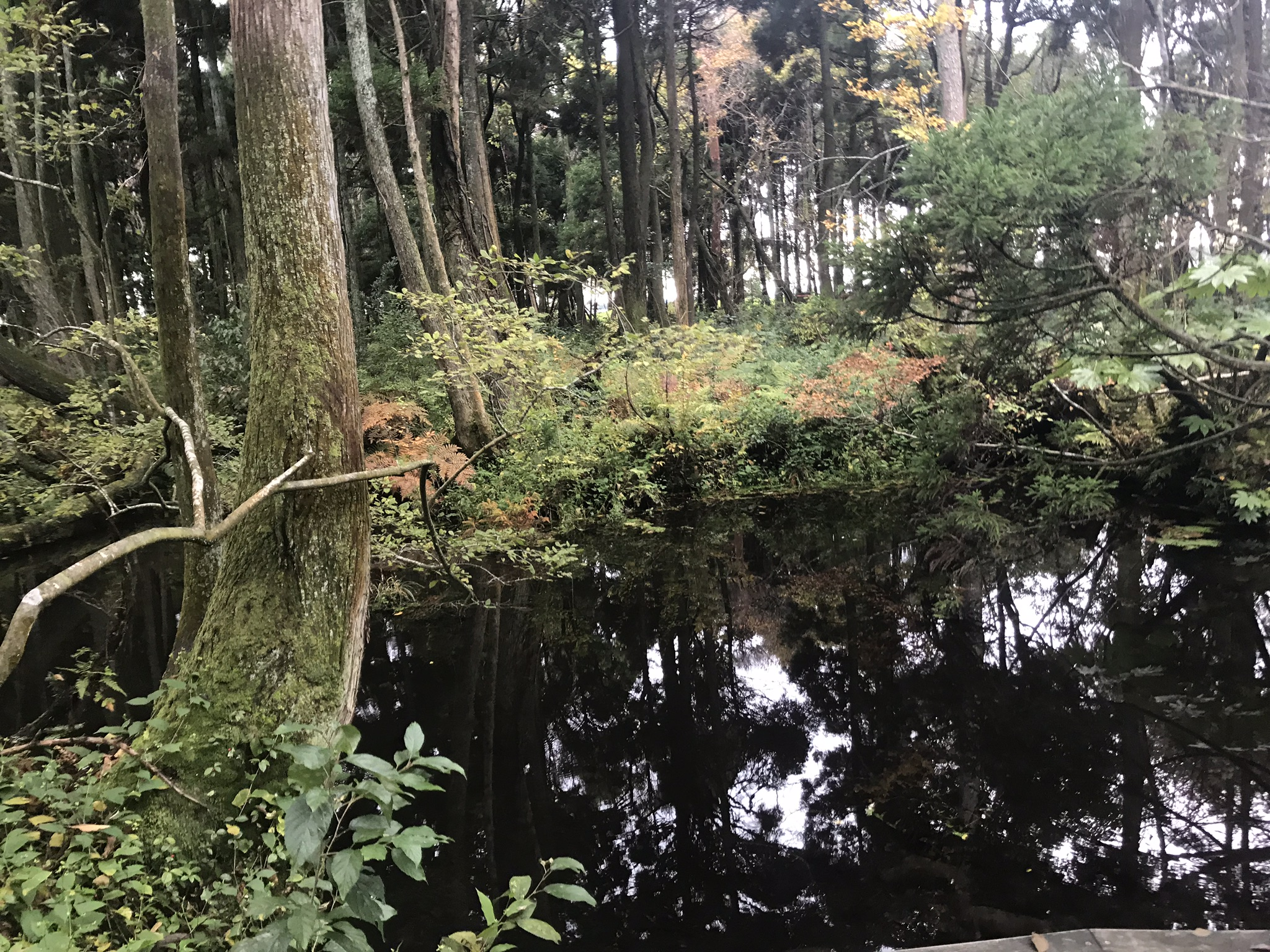
杉澤的杉林

位於東部下山地區的下山藝術之森發電廠美術館過去原為建於1920年代的水力發電廠，現已改做為美術館，建築本身也在1996年被列為國家有形文化財產。
在沿海區域有一片約2.7公頃的杉樹林中，由於有大量的天然湧水因而被稱為「杉澤」，此片樹林則是被稱為杉澤的杉林，擁有豐富的生態系，目前林中設有步道，一旁也設有「杉林自然館」介紹此區域的環境。

## 姊妹、友好城市

### 日本
- 登米市（宮城縣）
在1920年代至1930年代期間，曾有入善町的居民前往當時的宮城縣米山村（日语：米山町）開墾，兩地因而持續長期的往來，米山村在1957年升格為米山町，又於2005年合併為登米市，2003年入善町與登米市締結為姊妹城市。[16]

### 海外
- 森林樹叢市（英语：Forest Grove, Oregon）（美國奧瑞岡州華盛頓郡）
過去在本地設有工廠的日本電氣與位於森林樹叢市的廠商進行技術交流，兩地因而在1989年締結為姊妹城市。[17]
- 哈密市（中國新疆维吾尔自治区）
1994年拜訪「絲綢之路」的藝人高林和子，將以西瓜為特產的入善町與以哈密瓜為特產的哈密市牽線，促成兩地開始交流，兩地因而在1997年締結為友好交流城市。[18]

## 外部連結
- （日語） 入善町役場的Facebook專頁
- （日語） 入善町役場的X（前Twitter）
- （日語） YouTube上的入善町頻道
- （日語） 富山入善觀光情報站 （页面存档备份，存于）